# 1951 în științifico-fantastic
- 1950 în științifico-fantastic — 1951 în științifico-fantastic — 1952 în științifico-fantastic

1951 în științifico-fantastic a implicat o serie de evenimente:
- 1–3  septembrie, a 9-a ediție Worldcon,  New Orleans, președinte: Harry B. Moore, invitat de onoare: Fritz Leiber
- septembrie, editura Fleuve Noir publică primul volum al colecției Fleuve Noir Anticipation

## Nașteri și decese

### Nașteri
- Tom Askom (Pseudonimul lui Klaus Diedrich)
- A. A. Attanasio
- Greg Bear
- Robert Beauvais
- Alexander Besher
- David F. Bischoff (d. 2018)
- Serge Brussolo
- Orson Scott Card
- Mike Conner
- Christopher Evans
- Christopher Hinz
- James Patrick Kelly
- Leigh Kennedy
- H. D. Klein
- Thomas Le Blanc
- Stephen Leigh
- David Marusek
- Ted Mooney
- Geoff Ryman
- John Vornholt
- K. D. Wentworth (d. 2012)
- Detlev G. Winter
- Nicholas Yermakov
- Timothy Zahn

### Decese
- Helene Judeich (n. 1863)
- Bernhard Kellermann (n. 1879)
- Sinclair Lewis (n. 1885)
- Heinz von Lichberg (Pseudonimul lui  Heinz von Eschwege; n. 1890)

## Cărți

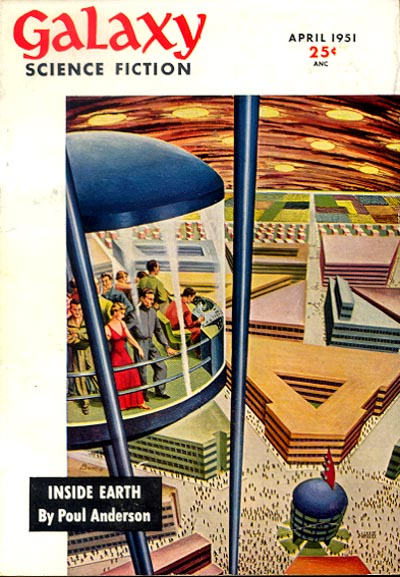
Revista Galaxy Science Fiction din aprilie 1951

### Romane
- Astronauci de Stanisław Lem
- The Continent Makers de L. Sprague de Camp
- The Day of the Triffids de John Wyndham
- Farmer in the Sky de Robert A. Heinlein
- Fundația de Isaac Asimov - publicat pentru prima dată într-un singur volum
- Galactic Storm de John Brunner, publicat sub pseudonimul Gill Hunt
- Prelude to Space de Arthur C. Clarke
- The Puppet Masters de Robert A. Heinlein
- Rogue Queen de L. Sprague de Camp
- The Stars, Like Dust de Isaac Asimov
- Time and Again de Clifford D. Simak
- The Weapon Shops of Isher de A. E. van Vogt
- Wine of the Dreamers de John D. MacDonald

### Colecții de povestiri
- Atingerea spațiului -- Space on My Hands, povestiri de Fredric Brown
- The Best Science Fiction Stories: 1951, antologie editată de Everett F. Bleiler și T. E. Dikty
- Beyond Infinity, povestiri de Robert Spencer Carr
- Doorways to Space, povestiri de Basil Wells
- Double in Space, două volume diferite de povestiri de Fletcher Pratt
- Far Boundaries, antologie editată de August Derleth
- The Green Hills of Earth, povestiri de Robert A. Heinlein
- Omul ilustrat -- The Illustrated Man, povestiri de Ray Bradbury
- In the Grip of Terror, antologie editată de Groff Conklin
- Journey to Infinity, antologie editată de Martin Greenberg
- Possible Worlds of Science Fiction, antologie editată de Groff Conklin
- The Toymaker, povestiri de Raymond F. Jones
- Travelers of Space, antologie editată de Martin Greenberg
- Traveller's Samples, povestiri de Frank O'Connor
- The Undesired Princess de L. Sprague de Camp

### Povestiri
- „Breeds There a Man...?” de Isaac Asimov
- „The Eye of Tandyla” de L. Sprague de Camp
- „The Fog Horn” de Ray Bradbury
- „The Fun They Had” de Isaac Asimov
- „Gaura cheii” („Keyhole”) de Murray Leinster
- „Machine Made” de J. T. McIntosh
- „The Marching Morons” de Cyril M. Kornbluth
- „The Monkey Wrench” de Gordon R. Dickson
- „The Pedestrian” de Ray Bradbury
- „The Quest for Saint Aquin” de Anthony Boucher
- „Satisfaction Guaranteed” de Isaac Asimov
- „The Sentinel” de Arthur C. Clarke
- „Son of the Tree” de Jack Vance
- „Trouble with the Natives” de Arthur C. Clarke
- „The Vane Sisters” de Vladimir Nabokov

## Filme
| Titlu                                      | Regizor                                 | Distribuție                                              | Țara                       | Sub-Gen /Note  |
| ------------------------------------------ | --------------------------------------- | -------------------------------------------------------- | -------------------------- | -------------- |
| Abbott and Costello Meet the Invisible Man | Charles Lamont                          | Bud Abbott, Lou Costello, Nancy Guild                    | Statele Unite ale Americii |                |
| Captain Video: Master of the Stratosphere  | Spencer Gordon Bennet, Wallace Grissell | Judd Holdren, Gene Roth                                  | Statele Unite ale Americii | Serie de filme |
| The Day the Earth Stood Still              | Robert Wise                             | Michael Rennie, Patricia Neal, Hugh Marlowe, Sam Jaffe   | Statele Unite ale Americii | [ 2 ]          |
| Five                                       | Arch Oboler                             | William Phipps, Susan Douglas, James Anderson            | Statele Unite ale Americii |                |
| Flight to Mars                             | Lesley Selander                         | Marguerite Chapman, Cameron Mitchell, Arthur Franz       | Statele Unite ale Americii |                |
| Lost Continent                             | Sam Newfield                            | Cesar Romero, Hillary Brooke, Chick Chandler             | Statele Unite ale Americii |                |
| Lost Planet Airmen                         | Fred C. Brannon                         | Tristram Coffin, Mae Clark, I. Stanford Jolley           | Statele Unite ale Americii | [ 3 ]          |
| The Man from Planet X                      | Edgar G. Ulmer                          | Robert Clarke, Margaret Field, Raymond Bond              | Statele Unite ale Americii |                |
| Insula misterioasă                         | Spencer Gordon Bennett                  | Richard Crane, Marshall Reed, Karen Randle, Ralph Hodges | Statele Unite ale Americii | Serie de filme |
| Superman and the Mole Men                  | Lee Sholem                              | George Reeves, Phyllis Coates, Jeff Corey                | Statele Unite ale Americii |                |
| The Thing from Another World               | Christian Nyby                          | Margaret Sheridan, Kenneth Tobey, Robert Cornthwaite     | Statele Unite ale Americii |                |
| Unknown World                              | Terrell O. Morse                        | Bruce Kellogg, Marilyn Nash, Jim Bannon, Otto Waldis     | Statele Unite ale Americii |                |
| When Worlds Collide                        | Rudolph Mate                            | Richard Derr, Barbara Rush, Peter Hansen, John Hoyt      | Statele Unite ale Americii |                |
|                                            |                                         |                                                          |                            |                |

## Seriale TV
| Titlu             | Perioada  | Episoade | Note |
| ----------------- | --------- | -------- | ---- |
| Captain Z-RO      | 1951–1956 | 77       |      |
| Out There         | 1951–1952 | 12       |      |
| Tales of Tomorrow | 1951–1953 | 84       |      |